# Эргардт, Роберт Яковлевич
Ро́берт Я́ковлевич Э́ргардт (28 мая 1874—10 января 1941) — предприниматель, член III Государственной думы от города Риги.

## Биография
Лютеранин. Купец 1-й гильдии, потомственный почетный гражданин.
Учился в Рижском (до 1892) и Дрезденском политехнических институтах, затем в университетах Мюнхена, Берлина и Тюбингена. В 1897 году был удостоен звания доктора государственных наук за диссертацию «О русском промысловом налоге».
В дальнейшем посвятил себя коммерческой деятельности. Служил в частной банкирской конторе в Риге и в санкт-петербургском отделении Русско-Китайского банка. Один год был директором машиностроительного завода «Атлас», а с 1901 года состоял совладельцем торгового дома «Р. Джон Гафферберг» в Риге. Избирался гласным Рижской городской думы. Состоял товарищем председателя Балтийской конституционной партии.
16 декабря 1907 года на дополнительных выборах от 1-го съезда городских избирателей Риги был избран в Государственную думу на место скончавшегося Э. Ф. Морица. Входил во фракцию октябристов. Состоял секретарем комиссии по исполнению государственной росписи доходов и расходов, а также бюджетной комиссии, членом комиссий: финансовой и по рабочему вопросу.
После Февральской революции приветствовал Государственную думу и Временное правительство телеграммой из Воронежа. В 1919—1920 годах служил в министерстве финансов Латвийской республики.
В 1939 году он отказался от латвийского гражданства и вернулся в Германию. Умер 10 января 1941 года в Берлине. Похоронен на православном кладбище в Тегеле.